# Страхов, Николай Васильевич
Николай Васильевич Страхов (5 марта 1892—1972) — генерал-лейтенант технических войск участник Первой мировой, Гражданской и Великой Отечественной войн. Судья всесоюзной категории по автомобильному и мотоциклетному спорту (1954).

## Биография
Родился 5 марта 1892 года в Москве в семье служащего, из крестьян.
В декабре 1914 года призван в армию, где начал службу в артиллерии наводчиком орудия. В действующей армии с 1915 года. Воевал на Северо-Западном и Северном фронтах. За боевые отличия был произведён в прапорщики лёгкой артиллерии. В июне 1917 года назначен командиром воздухобойной батареи. 8 сентября 1917 его батарея в составе Северного фронта вела бой с воздушным противником. В этом бою Страхов получил контузию, но остался в строю. Огнём одного из орудий был подбит немецкий самолет. За этот бой подпоручик Н. В. Страхов был награждён Георгиевским крестом 4-й степени с лавровой ветвью.
После Великой Октябрьской социалистической революции добровольно вступил в ряды Красной армии, в которой служил до 1924 года. С 1924 по 1939 гг. учился, преподавал и работал в системе Наркомпроса. 10 сентября 1939 вновь призван в ряды РККА. С первых дней и до конца Великой Отечественной войны находился в действующей армии в должностях начальника автодорожного и автомобильного управлений ряда фронтов. После окончания войны исполнял обязанности начальника Автомобильного управления Московского военного округа и Военно-воздушных сил. С 1953 по 1959 год занимал должность заместителя начальника Центрального автотракторного управления Министерства обороны СССР.
Был членом ЦК ДОСААФ СССР, председателем Федерации автомобильного спорта СССР, членом редколлегии журнала «За рулём». Закончил службу генерал-лейтенантом технических войск в марте 1959.
Умер в 1972 году в Москве. Похоронен на Малаховском кладбище.
Сын: Лев Николаевич Страхов (28 мая 1921 — 11 марта 2007) — генерал-майор технических войск, начальник 1-го Военного автомобильного училища города Рязань в 1957—1964 годах, основоположник электрогазовой службы Вооружённых сил СССР и Вооружённых сил Российской Федерации.

## Награды
- Орден Святого Станислава 3 степени с мечами и бантом[7]
- Орден Святой Анны 3 степени с мечами и бантом[7]
- Георгиевский крест 4 степени с лавровой ветвью № 864221 (8 сентября 1917)[3][7]
- Орден Красного Знамени (дважды)[2][3]
- Орден Кутузова 2 степени[2][3]
- Орден Богдана Хмельницкого 2 степени[2][3]
- Орден Отечественной войны I степени (дважды)[2][3]
- Орден Красной Звезды (четырежды)[2][3]
- Орден «Венгерская свобода» в серебре (Венгрия)[3]
- Орден Святого Александра 3 степени (Болгария)[3]
- Орден Партизанской звезды 1 степени (Югославия) (дважды)[3]
- Медали

## Сочинения
- Страхов Н. В. На военно-автомобильных дорогах. // Военно-исторический журнал. — 1964. — № 3. — С. 64—73; № 11. — С. 61—73; — 1966. — № 1. — С. 62—69.